# Cyanopterus zelotes
Cyanopterus zelotes är en stekelart som först beskrevs av Josef Fahringer 1929.  Cyanopterus zelotes ingår i släktet Cyanopterus och familjen bracksteklar. Inga underarter finns listade i Catalogue of Life.